# Rene Aas
Rene Aas, ros. Rienie Aas, Рене Аас (ur. 13 sierpnia 1969 w Tallinnie) – estoński żużlowiec, występujący również na długim torze.

## Życiorys
Największy sukces w karierze osiągnął jako reprezentant Związku Radzieckiego, zdobywając w 1990 r. we Lwowie tytuł wicemistrza świata juniorów. Był to jego drugi start w finale tych rozgrywek, rok wcześniej zajął w Lonigo IX miejsce. W 1997 r. wystąpił w eliminacjach cyklu Grand Prix, zajmując XI m. w ćwierćfinale kontynentalnym rozegranym w Częstochowie.
Trzykrotnie zdobył medale indywidualnych mistrzostw Estonii: dwa złote (1986, 1990) oraz srebrny (1992). Był również dwukrotnym indywidualnym mistrzem Estonii na długim torze (1991, 1992).
Przez kilka sezonów startował w rozgrywkach brytyjskiej ligi żużlowej, reprezentując kluby Hull Vikings, Sheffield Tigers, Stoke Potters i Edinburgh Monarchs.